# WWF Superstars 2
WWF Superstars 2 est un jeu vidéo de catch professionnel basé sur l'univers de la société américaine World Wrestling Federation, commercialisé en 1992 sur console portable Game Boypar LJN. Il s'agit de la suite du jeu WWF Superstars et du second jeu WWF commercialisé sur Game Boy. Le jeu est similaire à WWF WrestleMania: Steel Cage Challenge commercialisé sur Nintendo Entertainment System.
Le jeu met en scène six catcheurs : Hulk Hogan, Jake « The Snake » Roberts, « Macho Man » Randy Savage, The Undertaker, Sid Justice et The Mountie. Le jeu est noté 3,35 sur cinq au magazine Nintendo Power.

## Système de jeu
WWE Superstars 2 met à disposition une liste de mouvements plus restreinte que son prédécesseur. Chaque catcheur possède les mêmes mouvements, sans prises de finition. Ces mouvements se limitent aux coups de pied, de poing, coups de tête, souplesses, bodyslam, entre autres. Le joueur peut presser la touche Select pour gagner en force. Les modes incluent One-on-One (variations de matchs standards et en cage), Tag Team, et Tournament, dans lesquels le joueur choisit son personnage pour vaincre les cinq autres et ainsi obtenir le titre de WWF Championship.